# Dendropaemon hirticollis
Dendropaemon hirticollis là một loài bọ cánh cứng trong họ Bọ hung (Scarabaeidae).